# Georgij Dmitrievič Šervašidze
Georgij Dmitrievič Šervašidze (in russo Георгий Дмитриевич Шервашидзе?; Tiflis, 1847 – Tiflis, 26 marzo 1918) è stato un politico russo, che ricoprì numerose cariche nell'Impero russo, nella seconda metà del XIX secolo.

## Biografia
Il principe Guiorgui Dimitris Dzé Chervachidzé (o Tchatchba in abcaso) (in georgiano: გიორგი დიმიტრის ძე შერვაშიძე ; in russo: Георгий Дмитриевич Дмитриевич; Georgij Dmitrievič Šervašidze) (1847-1918) fu un principe abcaso che fece parte dell'alta burocrazia dell'Impero russo nel XIX secolo.
L'Abcasia, a parte qualche porto occupato dall'Impero russo, all'epoca della nascita del principe, faceva parte dell'Empire ottoman. 
Georgii Shervashidze fu inviato nel 1858 a San Pietroburgo per esservi educato.
Nel 1865, entrò alla facoltà di diritto dell'università di Mosca, dove si laureò nel 1869.
Il principato di Abcasia entrò a far parte dell'Impero russo nel 1866 ed egli fu assunto nel servizio civile Tiflis (l'attuale Tbilisi) come consigliere titolare nell'amministrazione del Caucaso.
Partecipò alla Guerra russo-turca (1877-1878).
Nel 1883, divenne vice-governatore e poi, nel 1889, governatore di Tiflis fino al 1897, quando venne nominato consigliere di stato. Nel 1888, durante una visita dello zar Alessandro III al monastero di Nuovo Athos in Abcasia, l'imperatrice Marie Féodorovna notò il principe Shervashidze, fatto che avrebbe condotto più tardi, quando lei rimase vedova, ad un'amicizia amorosa tra i due.
Il principe venne nominato nel 1899 Oberhofmeister, vale a dire, Gran ciambellano della Casa dall'imperatrice vedova. Dal 1903-1915 fu suo cancelliere.
Era anche molto amico del conte Vitte.